# Joseph Bühlmann
Joseph Bühlmann, später häufiger Josef Bühlmann, (* 28. April 1844 in Grosswangen, Kanton Luzern, Schweiz; † 29. Oktober 1921 in München, Bayern, Deutsches Reich) war ein Schweizer und deutscher Maler, Architekt und Hochschullehrer.

## Leben
Joseph Bühlmann kam 1863 als Schweizer Staatsbürger nach München und studierte bis 1866 an der Bauschule der Kunstakademie bei Ludwig Lange. Anschliessend unternahm er mit Emil Lange, dem Sohn seines Lehrers, eine Studienreise nach Oberitalien und Florenz und nahm 1873 zunächst eine Stelle als Lehrer an der Realschule in Luzern an. 1875 wurde er Assistent für malerische Perspektive und Aquarellieren, ab 1876 Privatdozent für Bauzeichnen, Aquarellieren und Entwerfen innerer Dekorationen an der Technischen Hochschule in München. 1878 erfolgte seine Ernennung zum ausserordentlichen, 1878 die zum ordentlichen Professor der Baukunst. 1897 bis 1919 wirkte er in München als Professor für Bauformenlehre, Perspektive und Innendekoration. Er wurde bayrischer Staatsbürger. Bühlmann war Ehrenmitglied der Bayerischen Akademie der Bildenden Künste, wurde für seine Verdienste um die Lehre und für seine wissenschaftliche Tätigkeit mit der Ehrendoktorwürde (als Dr.-Ing. E. h.) ausgezeichnet und zum Geheimen Hofrat ernannt.
1873 heiratete Joseph Bühlmann in der Schweiz Emma Stocker (1853–1882). Dieser Ehe entstammten die noch in Luzern geborenen Söhne Fritz Bühlmann (1874–1956, Architekt und städtischer Baumeister in München) und Otto Bühlmann (1875–1951, Chemiker und Entomologe in München) sowie die in München geborenen Tochter Sophie (1876–1933, verheiratete Buchner, Zeichenlehrerin in München). Nach dem frühen Tod der Ehefrau ging er 1883 eine zweite Ehe mit Maria Lang (1860–1929) ein. Kinder aus dieser Ehe waren der spätere Architekt und Bauhistoriker Manfred Bühlmann (1885–1955) und Karl Bühlmann (* 1886). Eine Tochter Hortense starb noch im Jahr ihrer Geburt 1888.
Joseph Bühlmann starb im Alter von 77 Jahren und wurde auf dem Alten Nordfriedhof in München beigesetzt, wo sein Grab erhalten ist.

## Schriften
- Die Anwendung des Sgraffito für Façaden-Decoration, nach italienischen Originalwerken dargestellt und bearbeitet von Emil Lange und Joseph Bühlmann. Gropius, Berlin / Fleischmann, München 1867. (Digitalisat bei der Universitätsbibliothek der Technischen Universität Berlin)
- Illustrationen zu Jakob von Falke (Hrsg.): Hellas und Rom. Kulturgeschichtliches Prachtwerk. Stuttgart 1879. (als Nachdruck: Darmstadt 2014, ISBN 978-3-650-40097-0.)
- Die Architektur des klassischen Altertums und der Renaissance. 2 Bände, Stuttgart 1872–1876. / 4. Auflage, Esslingen 1913. (Digitalisat auf HISPANA)
- Bauformenlehre. (Stillehre der griechischen und römischen Baukunst: Geschichtliche Entwicklung der Gebäudearten mit besonderer Betonung ihrer konstruktiven und formalen Ausgestaltung.). (= Handbuch der Architektur`, I. Theil, Band 2.) Bergsträsser, Darmstadt 1896. (Digitalisat) / 2. Auflage, Stuttgart 1901. (archive.org)
- Gestaltung der äußeren und der inneren Architektur. In: Josef Bühlmann, August Thiersch, Heinrich Wagner (Hrsg.): Die architektonische Composition (…). (= Handbuch der Architektur, IV. Theil, 1. Halbband.) Bergsträsser, Darmstadt 1883. / 2. Auflage, Darmstadt 1893, S. 140–217. (Digitalisat) / 3. Auflage, Stuttgart 1904, S. 142–278. (archive.org) / 4. Auflage, Leipzig 1926.

## Bauten und Entwürfe
- 1877–1878: Entwurf für das Schulhaus auf der Musegg in Luzern[2]
- 1882: Wettbewerbsentwurf für das Reichstagsgebäude in Berlin (gemeinsam mit Emil Lange, 19 Blatt beim Architekturmuseum der Technischen Universität München)
- 1887–1888: Panorama Das alte Rom z. Zt. des Kaisers Konstantin mit Triumphzug des Konstantin (gemeinsam mit Alexander Wagner; fotografische Reproduktion mit 1,72 m Länge veröffentlicht: München 1890.) (22 Blatt und 8 Fotografien beim Architekturmuseum der Technischen Universität München)[3]
- 1896–1899: Friedenssäule mit Friedensengel als Abschluss der Prinzregentenstraße in München (mit den Bildhauern Heinrich Düll und Georg Pezold sowie Max Heilmaier)
- 1898: Wettbewerbsentwurf für das Kaiser-Wilhelm-Denkmal in Nürnberg (gemeinsam mit dem Bildhauer Syrius Eberle; prämiert mit dem 1. Preis)[4]
- 1918: Mitarbeit am Entwurf für den Erweiterungsbau der Technischen Hochschule München

## Auszeichnungen
- 1882: Goldmedaille auf der 1. Bayerischen Landes-Industrie-, Gewerbe- und Kunstausstellung in Nürnberg